# Hirsutipes flocculalis
Hirsutipes flocculalis là một loài bướm đêm trong họ Noctuidae.